# Pierre Reynaud (rugby à XV)
Pour les articles homonymes, voir Pierre Reynaud et Reynaud.
Pas d'image ? Cliquez ici

a Compétitions nationales et continentales officielles uniquement.

b Matchs officiels uniquement.
Dernière mise à jour le 23 septembre 2023.
Pierre Reynaud, né le 24 février 1996 à Perpignan (Pyrénées-Orientales), est un joueur français de rugby à XV. Il évolue au poste de troisième ligne aile ou de troisième ligne centre à l'US bressane.

## Biographie
Né à Perpignan, Pierre Reynaud commence le rugby à XV au Rugby athlétique Cerdagne Capcir (RACC XV),. Il joue au Racing Club Saint-Gilles (RC Saint-Gilles) puis à L'Étang-Salé Rugby Club (L'Étang-Salé RC).
Il rejoint l'USA Perpignan et intègre son centre de formation,.
Il est sélectionné en équipe de France de rugby à XV des moins de 18 ans et moins de 19 ans. Il est aussi sélectionné avec l'équipe de France de rugby à sept développement.
En 2016, il est médaillé de bronze au championnat du monde universitaire de rugby à sept.
En 2017, il est champion de France espoir avec l'USA Perpignan,,.
En 2019, il signe son premier contrat professionnel avec l'USA Perpignan pour 2 saisons,,. À l'issue de celui-ci en 2021, Pierre Reynaud s'engage avec l'US Carcassonne en Pro D2.